# Francesc Macián i Blasco
Francesc Macián i Blasco (Barcelona 1 de novembre de 1929 - 24 d'octubre de 1976) va ser un dibuixant i tècnic que va destacar en l'àmbit del cinema animat infantil i el cinema publicitari. És reconegut per dirigir El mago de los sueños (1966), considerada una de les millors pel·lícules d'animació espanyoles i per la invenció del M-Tecnofantasy, un aparell cinematogràfic que transformava les imatges rodades en carn i ossos en dibuix.

## Biografia

### Joventut i primeres animacions
Fill de pare Murcià i mare Valenciana, Francisco Macián va néixer el 1929 a Barcelona, al barri d'El Poble-sec. Des de ben petit, Francisco va mostrar dots artístiques, ja que li agradava molt el dibuix i, també, juntament amb els seus dos cosins Àngels i Gilberto Soriano, era molt aficionat al cinema. Aquesta afició venia donada per la zona de Barcelona on vivia la família, al costat del paral·lel, ple de teatres i cinemes. D'aquesta manera Macián va començar a interessar-se pel cinema i a aprendre’n, i va descobrir quina era la seva vocació; ajuntar les seves dues passions, el dibuix i el cinema, a través de l'animació.
Entre els anys 1947 i 1956 Macián va fer les seves primeres historietes i còmics. Totes elles estaven protagonitzades per personatges femenins o per animalons de formes antropomorfes i es publicaven a revistes de caràcter infantil i juvenil femení. Alguns dels seus primers personatges són Chiquita, Chelito o Violeta y sus amigos publicats a el Gran Almanaque de Florita o Cangurete, Alcotán, Lupita i Topolino a Cuentos de Hadas. Durant aquesta etapa, però, Macián va conèixer a Jaume Papasseit amb qui va començar a iniciar-se en el món de l'animació a principis dels anys 50. Llogaven pel·lícules de Walt Disney i les estudiaven per tal d'aprendren el màxim possible.
La primera pel·lícula d'animació que es coneix de Francisco Macián va ser Conejín y la zanahoria. La va fer amb Papasseit com a encàrrec per part de la casa Saludes de València. De tota manera, la primera experiència professional en el món de l'animació va venir de la mà de la producció Sueños de Tay-Pi, on Macián hi va treballar en qualitat de dibuixant intercalador. La pel·lícula es va estrenar l'any 1952 després d'una llarga i complicada producció i la rebuda per part del públic no va ser gaire satisfactòria.
L'any 1953 l'Asociación de Dibujantes Españoles va organitzar un homenatge a Walt Disney on Francisco Macián va actuar com a principal representant i presentador de l'esdeveniment. Va ser un acte important per la industria de l'animació espanyola, ja que mai abans s'havien reunit tantes personalitats del sector. Durant la nit es van fer una sèrie de projeccions de l'animador nord-americà com la Blancaneu o la Ventafocs i altres documentals de Disney. Es va fer entrega d'un diploma dedicat a Walt Disney que, més tard, ell mateix va respondre amb una fotografia dedicada a l'ADE.

### Etapa en la publicitat iEl mago de los sueños
Dos anys més tard, el 1955, Macián i Papasseit funden DIBSA (Distribuidora Internacional de Dibujos, SA,), el seu primer estudi d'animació, que va estar dedicat al cinema i a la publicitat. La creació d'aquest estudi va coincidir amb la fundació d'altres a Barcelona i Madrid, com els Estudios Moro, amb qui Macián va col·laborar, però també amb l'arribada de la televisió a Espanya. A més, durant la dècada dels anys 50 també van aparèixer varis festivals internacionals de cinema publicitari com el de Canes, el de Venècia o el de Sant Sebastià on el nom de Macián començava a fer-se un lloc gràcies als seus espots i filmlets. Alguns dels seus treballs més reconeguts van ser l'espot “Aureo Musical” i Sinfonía del cacao de la marca Cola-Cao.
Al 1964, dotze anys després de la última pel·lícula d'animació feta a Catalunya, va sorgir l'oportunitat de fer una nova producció basada en els contes de Hans Christian Andersen i la família televisiva de moda d'aquella època, els Telerín, que s'anomenaria El mago de los sueños (1966). El llargmetratge estaria format per sis seqüències on es veuria com un mag explica un conte per anar a dormir a cada un dels sis fills de la família. Com és habitual a les pel·lícules d'animació, el film comptava amb números musicals que juntament amb la banda sonora de film va ser interpretada per artistes de primer nivell de l'època com Josep Solà, per a la música, i cantants com Andy Russell o Teresa María. Finalment, es va estrenar el 16 de desembre de 1966 i la rebuda va ser d'allò més bona a Espanya i a l'Amèrica llatina, però a la resta d'Europa no es va poder estrenar degut a l'aïllament internacional causat pel franquisme.
Paral·lelament a El mago de los sueños, Macián portava anys treballant en un dels projectes al qual va dedicar-hi més temps, Candelita. Es tractava d'una versió dels pastorets que mai va arribar a fer-se realitat per la falta de productors interessats en el projecte. En aquesta línia, varen ser altres els projectes que no van arribar a veure la llum o posar-se en marxa. Els pocs que hi ha documentats són la sèrie còmica Keystone cops, els drets de la qual varen ser comprats als Estats Units o el llargmetratge “Plip”, que havia de combinar imatge real amb els dibuixos de Tom & Jerry.

### Invenció de l'M-Tecnofantasy
L'any 1968 va arribar el seu gran invent, l'M-Tecnofantasy. Francisco Macián sempre havia intentat estar a l'avantguarda dels nous mètodes d'animació i, en aquest sentit, va ser un pioner a l'estat espanyol amb l'M-T, un aparell que aconseguia convertir en dibuix les imatges que havien estat rodades amb una càmera convencional. El que permetia aquest invent era un resultat similar a la vinyeta de còmic, però amb un moviment de la imatge molt més natural que l'animació feta a partir de dibuixos. Els dos documents que registren l'M-T són la patent del mateix i el llibre M-Tecnofantasy, prologo a una nueva expresión de la imaginación creadora (Francisco Macián, 1969).
Tot i la revolució que podria haver significat aquest invent, Macián només va poder aplicar-lo en cinc ocasions, dues pel·lícules, dos films publicitaris del licor Pilé 43 i un curt que va servir per a provar l'M-T. La primera pel·lícula on va aparèixer va ser Dame un poco de amooor... (José M. Forqué, 1968), en una seqüència on apareix el grup musical Los Bravos acompanyada per la seva cançó “Bring a little lovin”. Però on Macián va poder aplicar l'M-Tecnofantasy amb total llibertat va ser a la seva pròpia pel·lícula, l'única que va fer fora de l'animació, Memoria, las bestias no se miran al espejo (Francisco Macián, 1978). Era una pel·lícula de ciència-ficció, camp en el que Macián hi estava molt interessat, ambientada a l'any 2000 i que explica la possibilitat de transferir la memòria d'un cervell a un altre. Tot i no ser un èxit de taquilla va tenir cert reconeixement per part de la crítica degut a la innovació tècnica que utilitzava.
Finalment, Francisco Macián va morir l'any 1976, als 46 anys, a causa d'un càncer. Vint-i-cinc anys després de la seva mort, ASIFA-Catalunya li va fer un homenatge per tal de recordar la seva trajectòria i la seva implicació per posar al mapa l'animació que es feia aquí.

## Filmografia destacada
Durant la seva trajectòria professional, Francisco Macián va produir diversos espots publicitaris i pel·lícules, les més destacades són:
- 1966: El mago de los sueños
- 1978: Memoria, las bestias no se miran al espejo